# The Bear (opera)
The Bear, på svenska Björnen, är en opera i en akt med musik av William Walton. Librettot skrevs av tonsättaren och Paul Dehn efter Anton Tjechovs pjäs med samma namn (1888). 

## Historia
Walton beskrev operan som en "Extravaganza" snarare än en opera, och den var en sorts återgång till den kvickhet och stilfullhet som hade funnits i Façade. Operan varar bara 45 minuter och är tonsatt för tre sångare och en liten orkester förstärkt med ett piano, en harpa och slagverk. Det var sångaren Peter Pears som hade föreslagit Tjechovs burleska pjäs Björnen och Walton skapade en liknande lätt och parodisk musikstil med nästan uteslutande rytmdominerad kvasi-recitativ. Operan uruppfördes den 3 juni 1967 på Aldeburghs operafestival. Svensk premiär den 4 februari 1978 på Södra Teatern i Stockholm. 
Björnen filmatiserades för Sveriges Television 2014 i en nyöversättning till svenska, meänkieli och samiska. Filmatiseringen tog plats i pelarsalen på Ishotellet i Jukkasjärvi.

## Personer
- Jelena Ivanovna Popova, en änka (mezzosopran)
- Grigorij Stepanovitj Smirnov, en indrivare (baryton)
- Luka, Popovas betjänt (bas)
- Kocken (talroll)
- Kusken (talroll)

## Handling
I Jelena Ivanovna Popovas salong, 1888.
Änkan Popova sörjer sin make och vägrar låta sig uppmuntras, trots betjäntens Lukas erinringar om den dödes otrohet och opålitlighet. Indrivaren Smirnov anländer och försöker få änkan att betala makens skulder. Hon blir rasande på Smirnovs taktlöshet och säger att den enda lösningen är att slåss om pengarna. De arrangerar en duell (efter att Smirnov har visat henne hur man håller och avfyrar en pistol), men vid det kritiska ögonblicket förmår ingen av dem att skjuta. Smirnov erkänner att han är kär i henne och hon ger efter för sina egna känslor inom kort.